# Miki Ryvola
Miki Ryvola, vlastním jménem Mirko Ryvola (* 12. dubna 1942 Kladno) je český trampský písničkář, zpěvák a kytarista.

## Život
Narodil se 7 let po svém bratrovi Wabim, se kterým hrál dlouho v trampské skupině Hoboes. Během společného působení složil a nazpíval mnoho písní, které jsou dnes klasikou u táboráků – například Bedna vod whisky, Bál v lapáku, Pane bože vod tý lásky zachraň nás, Mrtvej vlak a mnoho dalších. V letech 1955–60 studoval na Střední průmyslové škole keramické v Bechyni. Po zániku Hoboes vystupoval jen zřídka, buď sám nebo s členy skupiny Nezmaři. Dne 18. září 2012 obdržel Cenu města Kladna.

## Písně (výběr)
- Bál v lapáku
- Bedna vod whisky
- Bodláky ve vlasech
- Cesta na Island (Trail to Island)
- Co zbejvá
- Drátěný ohrady
- Dům smutný víly
- Já jsem tak línej
- Jarní kurýr
- Mrtvej vlak
- Noc královny Kristiny
- Pane Bože vod tý lásky zachraň nás
- Poslední míle
- Předpověď počasí
- Půlnoční kvítí
- Tunel jménem Čas
- Vrbový houštiny
- Země tří sluncí

## Diskografie (výběr)
- SP Scarabeus a Hoboes (živé nahrávky z Porty 1969) – Panton 1970 (písně Mikiho Ryvoly: Mrtvej vlak, Bedna vod whisky)
- SP Písně Minnesengrů a Hoboes – Panton 1972 (písně Mikiho Ryvoly: Vrbový houštiny, Země tří sluncí)
- LP Hoboes: Zvláštní znamení touha – Supraphon 1981
- LP Bedna vod whisky, Písně Mikiho Ryvoly – Supraphon 1991 (CD 1992)
- CD Hoboes live (nahrávky z let 1968-1986) – Bonton 1998
- CD Hoboes: Písně Wabiho a Mikiho (hrají a zpívají Miki Ryvola, Marcela Koťátková-Hadravová a přátelé) – Columbia 1999
- CD Miki Ryvola & Nezmaři: Písně Wabiho a Mikiho (2002)
- 2CD Hobousárny, Písně bratří Ryvolů – Supraphon 2009, 55 písní
- CD Miki Ryvola & orchestr: Tunel jménem Čas (7 písní ve swingovém aranžmá) – Good Day Records 2016